# Igor Holeš
Igor Holeš (* 24. června 1961) je bývalý slovenský fotbalista.

## Fotbalová kariéra
V československé lize hrál za Tatran Prešov. V československé lize nastoupil v 7 utkáních.

## Ligová bilance
| Ročník                                   | Zápasy | Góly | Klub          |
| ---------------------------------------- | ------ | ---- | ------------- |
| 1. československá fotbalová liga 1985/86 | 7      | 0    | Tatran Prešov |
| CELKEM                                   | 7      | 0    |               |